# Davidita-(La)
La davidita-(La) és un mineral de la classe dels òxids que pertany al grup de la crichtonita. Rep el se nom en honor del professor Edgeworth David (1858-1934) i el seu contingut en lantani.

## Característiques
La davidita-(La) és un òxid de fórmula química La(Y,U)Fe₂(Ti,Fe,Cr,V)18(O,OH,F)38. Cristal·litza en el sistema trigonal en cristalls complexos però rugosos de fins a 30 cm, aplanats en {0001}, cuboides o piramidals; també apareix en forma de grans i masses irregulars. La seva duresa a l'escala de Mohs és 6.
Segons la classificació de Nickel-Strunz, la davidita-(La) pertany a «04.CC: Òxids amb relació Metall:Oxigen = 2:3, 3:5, i similars, amb cations de mida mitjana i gran» juntament amb els següents minerals: cromobismita, freudenbergita, grossita, clormayenita, yafsoanita, latrappita, lueshita, natroniobita, perovskita, barioperovskita, lakargiïta, megawita, loparita-(Ce), macedonita, tausonita, isolueshita, crichtonita, davidita-(Ce), davidita-(Y), landauïta, lindsleyita, loveringita, mathiasita, senaïta, dessauïta-(Y), cleusonita, gramaccioliïta-(Y), diaoyudaoïta, hawthorneïta, hibonita, lindqvistita, magnetoplumbita, plumboferrita, yimengita, haggertyita, nežilovita, batiferrita, barioferrita, jeppeïta, zenzenita i mengxianminita.

## Formació i jaciments
La davidita-(La) és un mineral primari que es forma en filons hidrotermals a alta temperatura; en norita i anortosita; en roques alcalines i en pegmatites i carbonatites granítiques. Va ser descoberta a la mina Radium Hill, a Olary (Austràlia Meridional, Austràlia). També ha estat descrita a altres indrets d'Austràlia, els Estats Units, Finlàndia, Iran, el Kazakhstan, Mongòlia, Moçambic, Noruega, Rússia, Sud-àfrica, Suïssa, el Tajikistan, la República Democràtica del Congo, la Xina i Zàmbia.
Sol trobar-se associada a altres minerals com: ilmenita, rútil, titanita, magnetita, apatita, turmalina, epidot, albita i calcita.